# راهبردهای مقابله‌ای
راهبردهای مقابله‌ای (انگلیسی: Coping) به راهبردهای آگاهانه ای اشاره دارد که برای کاهش احساسات ناخوشایند استفاده می شود. راهبردهای مقابله‌ای می تواند شناختی یا رفتاری باشد و می تواند فردی یا اجتماعی باشد. راهبردهای مقابله‌ای یعنی کنار آمدن، مقابله و غلبه بر مشکلات زندگی که راهی برای افراد برای حفظ سلامت روانی و عاطفی خود است.